# Rhodopina meshimensis
Rhodopina meshimensis là một loài bọ cánh cứng trong họ Cerambycidae.